# Royal Pari FC
Royal Pari Fútbol Club, auch bekannt als Royal Pari, ist ein bolivianischer Fußballverein aus Santa Cruz de la Sierra. Er wurde 2002 gegründet und trägt seine Heimspiele im Estadio Ramón Tahuichi Aguilera aus.

## Geschichte
Der Klub wurde 2002 im Viertel El Pari in Santa Cruz de la Sierra gegründet und hat sich nach diesem Viertel benannt. Der Verein startete in der Regionalmeisterschaft und konnte 2018 nach mehreren Aufstiegen erstmals an der höchsten Spielklasse Boliviens, der Liga de Fútbol Profesional Boliviano, teilnehmen. In seiner ersten Saison in der höchsten bolivianischen Spielklasse belegte Royal Pari unter der Leitung des peruanischen Trainers Roberto Mosquera den dritten Platz im Torneo Clausura (nachdem man das Turnier über mehrere Spiele hinweg angeführt hatte und im letzten Spiel gegen den späteren Meister Club San José noch die Chance auf den Sieg hatte) und den fünften Platz in der Gesamttabelle, eine Leistung, die ausgereichte, um sich einen Platz in der Copa Sudamericana 2019 zu sichern und damit erstmals am internationalen Wettbewerb teilzunehmen. In der Saison belegte Royal den 15. Platz und musste in der Relegation gegen den Finalisten der Copa Simón Bolívar CDT Real Oruro antreten. Nach einem klaren 4:0-Hinspielsieg führte Oruro im Rückspiel mit 3:0, als Royal Pari nach einer umstrittenen Elfmeterentscheidung das Feld verließ und es so zum Spielabbruch kam. Der Verband entschied das Spiel zugunsten von Real Oruro. Das Sportgericht TDD des Verbandes FBF bestätigte am 7. Januar 2025 die Entscheidung und damit den Abstieg Royal Paris.

## Anhänger
Royal Pari begann, unter evangelikalen Christen Anhänger zu gewinnen, denn er galt als christlicher Klub, als er 2013 in die Hände der Sion Business Group (einem von Christen geführten Unternehmen) überging.